# زمان مالدیو

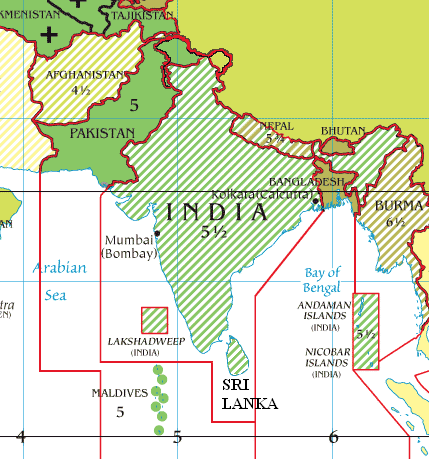
منطقه زمانی هند در رابطه با کشورهای همسایه آن

زمان مالدیو (MVT) منطقه زمانی متعلق به کشور مالدیو است (یوتی‌سی ۵:۰۰+). مالدیو اکنون از ساعت تابستانی رعایت نمی‌کند.